# InterCaravaning
InterCaravaning ist eine Fachhandelskette für Reisemobile und Wohnwagen mit Sitz in Koblenz. Das Netzwerk umfasst 45 unabhängige Händler in Deutschland, Österreich, Italien, Spanien, den Niederlanden und der Schweiz.

## Geschichte
InterCaravaning wurde im Jahr 1997 von sieben Caravan-Fachhändlern gegründet, um als Werbe- und Einkaufsgemeinschaft zu agieren. Die Ursprungsidee bestand darin, durch den kollektiven Einkauf von Wohnmobilen bessere Konditionen zu erzielen.

## Unternehmen
InterCaravaning organisiert über die Funktion als Einkaufsgemeinschaft hinaus Hausmessen, Ausstellungen und Events. Im Jahr 2013 wurde die EuroCaravaning GmbH gegründet, um Produkte im Kastenwagensegment nach Kundenwünschen in Serie produzieren zu lassen. Heute werden ca. 1.000 Reisemobile der Marke VANTourer vom Serienhersteller Knaus Tabbert AG in Auftrag gebaut.
Im Jahr 2021 erwarb InterCaravaning die Rechte an der Marke Camping-Kaufhaus.com. Unter dem Namen betreibt das Unternehmen seitdem einen Online-Shop für Campingartikel.

## Angebot
Handelspartnern werden Schulungen, Marketingaktionen, eine gemeinsame Stellenbörse und ein gemeinsamer Onlineauftritt für Kunden angeboten.
Kunden bietet die Webseite des Verbunds Zugriff auf Fahrzeuge und Ausstattungen, die nach Hause geliefert werden können. Zudem bietet der Verbund Sonderausstattungen an und betreibt in Zusammenarbeit mit dem ADAC das Mietangebot IC-Rent. Letzteres ermöglicht Kunden in Deutschland und Österreich, ein Fahrzeug für ihren Urlaub zu mieten. Die einzelnen Teilnehmerbetriebe bieten den Kunden ihrer Partner einen Service für Notfallreparaturen im Urlaub an.